# Periodate de potassium
Le periodate de potassium ou méta-periodate de potassium est un sel de potassium de formule brute KIO4. Il est peu soluble dans l'eau (c'est l'un des sels de potassium les moins solubles, en raison de la grande taille de l'anion IO4−), mais est plus soluble dans les solutions légèrement basiques. Chauffé, en particulier en présence dioxyde de manganèse MnO2 à l'action catalytique, il se décompose pour former de l'iodate de potassium KIO3, en libérant de l'oxygène O2.
Son nom se prononce per-iodate de potassium.

## Toxicité
Le periodate de potassium peut être nocif en cas d'ingestion. Il est irritant pour la peau et les yeux.

## Synthèse
Il est possible de préparer en laboratoire le periodate de potassium par oxydation de l'iodate de potassium avec du persulfate de potassium K2S2O8 dans une solution alcaline (par exemple une solution d'hydroxyde de potassium KOH) :
IO3− + S2O82− + 2 OH− → IO4− + 2 SO42− + H2O.
La réaction est réalisée à ébullition de la solution. Par la suite, le sel est neutralisé par ajout d'acide nitrique HNO3, précipité, nettoyé à l'eau glacée et filtré. 
Un autre façon de faire consiste à d'ajouter du chlore Cl2 dans la solution basique d'iodate de potassium, :
KIO3 + 2 KOH + Cl2 → KIO4 + 2 KCl + H2O.

## Propriétés
Le periodate de potassium est un puissant oxydant. Ainsi, une solution d'iodure de potassium KI au contact de periodate de potassium va être oxydé en diiode I2, ou des sels de manganèse(II) en permanganates :
KIO4 + 2 KI + H2O → KIO3 + I2 + 2 KOH.
Ses cristaux sont isomorphes avec ceux de perchlorate de potassium KClO4. Une fois dissous dans une solution d'hydroxyde de potassium KOH, il est possible de retrouver le periodate de potassium par ajout d'acide nitrique, : 
2 KIO4 + 2 KOH → K4I2O9 + H2O.
K4I2O9 + 2 HNO3 → 2 KIO4 + 2 KNO3 + H2O.
L'orthoperiodate de potassium K2H3IO6, qui peut être obtenu par oxydation de l'iodate de potassium KIO3 avec l'hypochlorite de sodium NaClO, donne de l'eau à 100 °C par l'intermédiaire du periodate de potassium :
2 K2H3IO6 → K4I2O9 + 3 H2O à 100 °C.
Dans les solutions aqueuses de periodate de potassium, il se produit les équilibres suivants :
[H3IO6]2− + H+  {\displaystyle \rightleftharpoons }  [IO4]− + 2 H2O.
[H3IO6]2−  {\displaystyle \rightleftharpoons }  2 [HIO5]2− + 2 H2O.
2 [HIO5]2−  {\displaystyle \rightleftharpoons }  [H2I2O10] 4−  {\displaystyle \rightleftharpoons }  [I2O9]4− + H2O.